# Verbena lasiostachys
Verbena lasiostachys là một loài thực vật có hoa trong họ Cỏ roi ngựa. Loài này được Link miêu tả khoa học đầu tiên năm 1822.